# Una (Guyarat)
Una (en guyaratí: ઉના ) es una ciudad de la India en el distrito de Junagadh, estado de Guyarat.

## Geografía
Se encuentra a una altitud de 30 m s. n. m. a 379 km de la capital estatal, Gandhinagar, en la zona horaria UTC +5:30.

## Demografía
Según estimación 2011 contaba con una población de 63 665 habitantes.